# کلزهال
کلزهال (به انگلیسی: Kelshall) یک روستا و محله مدنی در بریتانیا است که در North Hertfordshire واقع شده‌است. کلزهال ۱۶۳ نفر جمعیت دارد.